# Emoviolence
El emoviolence (también escrito con espacio, emo violence, o guion, emo-violence) es un género musical que resulta de la mezcla entre el screamo y el powerviolence. Surgió durante los noventa en Estados Unidos, bajo el alero de la innovación de In/Humanity, la banda que originó el término y fue pionera en su sonido, el cual se caracteriza por ser célere, emocional y brusco. A pesar de haber tenido sus momentos notables, el género es de baja notoriedad, por lo que ha pasado muy desapercibido.

## Origen del término
El nombre fue inventado sarcásticamente por la banda estadounidense In/Humanity en los noventa, quienes son, por lo demás, la banda más importante del género, ya que fueron de las primeras en realizarlo, lo que los convirtió en ejemplares pioneros. Sin embargo, el término se ganó algo de mala fama dentro de algunas partes de los espacios punk.

## Características
El género generalmente se define como una mezcla entre la tristeza y emocionalidad del screamo con la brutalidad del powerviolence. Por ende, se acostumbra a usar elementos de ambos dos: del screamo vienen los interludios melódicos y sosegados, los compases irregulares (generalmente ternarios) y la voz gritada prácticamente desde los pulmones (lo que le da su sonido estruendoso y desgarrador); del powerviolence viene principalmente el recurso del blast beat. Todos estos elementos convergen en lo que se podría entender como una exacerbación de ellos: el énfasis en el ruido y el caos es mayor; los cambios de compás son repentinos e inesperados; enfoque en la batería y el bajo; guitarra/s frenéticas y ásperas, y voz cuasialocada y hasta adolorida. Así, todo culmina en canciones que son toda una vorágine musical. Por el lado de las letras, estas tienden a tener contenido político o personal bajo un prisma afligido.

## Historia

### Inicios (los noventa)

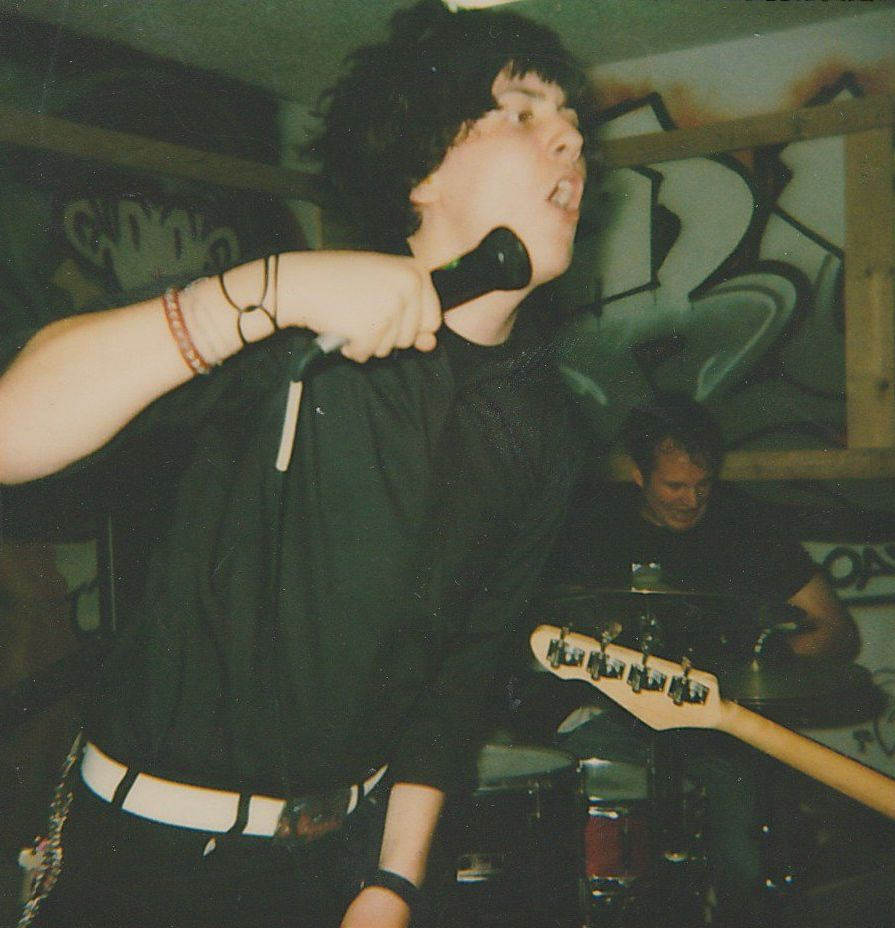
Orchid, banda importante del género durante los noventa.

A principios de los noventa nacieron bandas estadounidenses que, influenciadas por otras como Heroin, buscaban acrecentar lo caótico y rápido del screamo, usando como apoyo el brutal powerviolence. La más importante fue In/Humanity, ya que no solo fueron pioneros del sonido, sino también de la denominación; irónicamente inventaron el término emoviolence. A fines de la década, bandas de screamo como One Eyed God Prophecy y Uranus inspiraron a otras bandas a irse por la senda del emoviolence. Entre estas las más notables son Asshole Parade, Orchid y Palatka.

### Evolución (década del 2000)

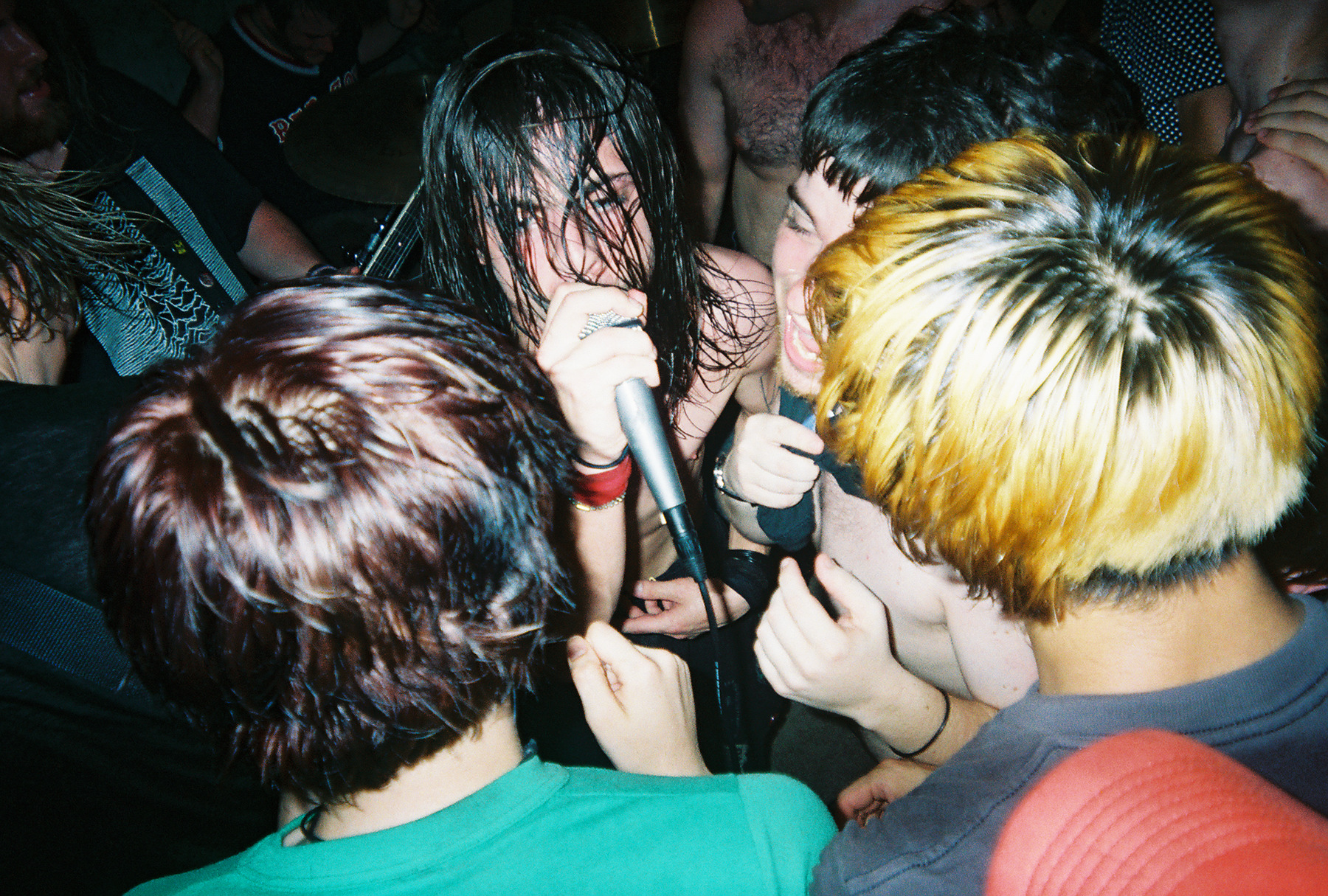
Pg.99, banda emblemática del emoviolence durante la década del 2000.

A pesar de haberse creado en 1997 y terminado el 2003, Pg.99 fue la banda más importante para el género durante la década del 2000; esto se afirmó cuando la banda publicó su álbum Document #8 el 2001, el cual estableció el arquetipo del género para el futuro.

### Posterioridad
Tras aquellas dos influyentes décadas, no se ha hecho notar ningún otro momento así de distinguible. Esto se debe a que el género siempre se ha movido entre muy pocas personas y escenas, y por ende, a pesar de lo activas que sean, su actividad pasa muy desapercibida.

## Derivados

### Kittencore
El kittencore es un derivado tanto del screamo como del emoviolence que enfatiza los chillidos gritados, propios de la voz de un adolescente (y algo parecidos a los maullidos de un gato de corta edad). Si bien el término fue creado y popularizado en la década del 2000, sus influencias datan de 1993, con la maqueta y el split (de 1994) con Bleed de Portraits of Past, así como también el split entre Reach Out y Honeywell del mismo año. Entre sus bandas más importanes están Oh, You Skeleton!, The Spirit of Versailles, Cowboys Become Folk Heroes y Rue Morgue.